# What's That
What's That ? is de tweede en laatste single van The Madness, een spin-off van de Britse ska-popband Madness. Het is geschreven door tweede zanger Cathal 'Carl' Smyth en verscheen voorjaar 1988, vlak na de release van het titelloze album. De single was verkrijgbaar in twee versies met verschillende B-kanten; Flashings en het door saxofonist Lee Thompson geschreven Be Good Boy (al in 1986 gespeeld tijdens de laatste Madness-concerten voor de breuk). What's That vestigde echter een nieuw dieptepunt; het was de eerste single in het negenjarig bestaan van de voormalige nutty boys die buiten de Britse top 50 viel (#92) en geen begeleidende videoclip had omdat platenmaatschappij Virgin daar geen geld voor wou uitgeven. Het contract werd niet verlengd wegens het niet aanleveren van nieuwe demo's, waarop het viertal (dat verder uit zanger Graham 'Suggs' McPherson en gitarist Chris Foreman bestond) uit elkaar ging. In 1992 kwam Madness weer bijeen in de volledige zevenmansbezetting.